# Micrapate catamarcana
Micrapate catamarcana är en skalbaggsart som beskrevs av Pierre Lesne 1931. Micrapate catamarcana ingår i släktet Micrapate och familjen kapuschongbaggar. Inga underarter finns listade i Catalogue of Life.